# Tromba marina (strumento musicale)
(Ne Il borghese gentiluomo di Molière)
La tromba marina (in francese trompette marine; inglese marine trumpet; tedesco Marientrompete, Trompetengeige, Nonnengeige, Tympanischiza o Trummscheit) è uno strumento musicale ad arco, usato dal XV secolo fino alla metà del XVIII secolo.

## Storia
Contrariamente a quanto il nome sembra suggerire, la tromba marina non ha alcuna attinenza né col mare, né con lo strumento musicale chiamato tromba, né con alcun altro strumento della famiglia degli ottoni. Sembra che l'epiteto venga, per deformazione, dall'aggettivo "mariana": risulta evidente che il contesto di utilizzo, dunque, potrebbe essere stato originariamente associato al culto, a maggior ragione per il fatto che moltissimi degli esemplari giunti fino al XXI secolo provengono da antichi istituti religiosi femminili. Del resto, in tedesco la tromba marina è chiamata anche Nonnengeige (letteralmente, violino delle suore).
Al tempo del re Francesco I venne ufficialmente classificata nell'ambito della Musique de l'Écurie. In seguito, all'epoca di Luigi XVI, venne utilizzata più raramente.
Derivata dal monocordo medievale, la tromba marina possiede una sola corda. Nonostante ciò, secondo il trattato di organologia di Michael Praetorius, lo strumento poteva arrivare ad avere fino a quattro corde: secondo i casi, poi, più corde "simpatiche" potevano essere aggiunte all'interno della cassa di risonanza.
L'altezza supera i 2 metri. La cassa di risonanza somiglia a quella di un'arpa, con un manico nel prolungamento della tavola.
L'unica corda, sfregata da un archetto, è fissata a un cavalletto: la particolarità di quest'ultimo consiste nell'avere un solo piede fisso. L'altro, leggermente distanziato, percuote la tavola (o cassa) armonica tramite un pezzo di vetro in base alla vibrazione assegnata: questo effetto di percussione è chiamato tromba, per via dell'analogia col timbro di questo strumento. Non si tratta, però, dell'unica analogia: la tromba marina è suonata sugli armonici naturali della corda, in modo tale da rifarsi alla stessa scala, incompleta e talvolta naturalmente stonata, delle trombe dell'epoca, sprovviste di pistoni. La somiglianza timbrica, in effetti, è elevata.

## Repertorio
Lo strumento è utilizzato principalmente come rinforzo del basso continuo e come coloritura timbrica nelle musiche di scena: ad esempio, nel balletto dell'opera Xerxès di Jean-Baptiste Lully. Il repertorio solistico è estremamente raro come per esempio le sonate di Lorenzo De Castro.